# Société nationale de protection de la nature
De Société nationale de protection de la nature (SNPN) is als een wetenschappelijke vereniging in 1854 opgericht. Deze vereniging was de voorloopster van alle andere verenigingen die zich in Frankrijk bezighouden met natuurbescherming.
Het doel van de vereniging is de bescherming van wilde dier- en plantensoorten en hun leefgebieden. In dit kader doet de SNPN mee in allerlei andere organisaties die dit doel nastreven. Zij beheert twee natuurreservaten: de Camargue en het Réserve naturelle du Néouvielle in de Occitanie. Verder geeft zij wetenschappelijke en populairwetenschappelijke tijdschriften uit (Le Courrier de la Nature, La Terre et la Vie - Revue d’écologie en Zones Humides Infos) en geeft leiding aan projecten die gericht zijn op behoud van natuurmonumenten en biodiversiteit. 
In 1854 werd de vereniging opgericht onder de naam Société zoologique d'acclimatation. Daarna veranderde de naam verschillende malen, onder andere in 1882, toen werd de naam Société nationale d'acclimatation de France (tot 1945) en uiteindelijk in 1960 Société de protection de la nature (et d'acclimatation de France).